# Nakajima Atsushi
Nakajima Atsushi (中島 敦 (Trung Đảo Đôn) 5 tháng 5 năm 1909 – 4 tháng 12 năm 1942) là nhà văn người Nhật Bản được biết đến qua phong cách viết độc đáo và chủ đề nội tâm trong tác phẩm của anh. Các tác phẩm nổi tiếng của Nakajima bao gồm "Gào trăng trong núi" (được xuất bản nhiều trong sách giáo khoa Nhật Bản) và "Ánh sáng, gió và giấc mơ".
Cho đến khi qua đời vào năm 1942, anh đã viết 20 tác phẩm khác nhau, bao gồm tác phẩm chưa hoàn thành, thường lấy cảm hứng từ truyện Văn ngôn và cuộc đời của bản thân anh.

## Những năm đầu đời
Nakajima Atsushi sinh ngày 5 tháng 5 năm 1909 ở phường Yotsuya, Tokyo, Nhật Bản, trong một gia đình có cha, ông và ba người bác của anh là học giả Nho giáo. Lớn lên, tuổi thơ của Nakajima có nhiều biến động; cha mẹ anh ly dị chỉ gần một năm sau khi anh ra đời. Nakajima được gửi đến nơi ông bà anh sống ở tỉnh Saitama. Chỉ một năm sau đó, ông của anh qua đời.
Vào tháng 2 năm 1914, Nakajima chuyển đến sống cùng với cha mình và mẹ kế. Cha anh là giảng viên và thường chuyển công tác sang nhiều nơi khác nhau. Vào năm 1918, anh cùng cha chuyển sang Seoul và sau đó là Mãn Châu:37 vào năm 1920. Do phải chuyển nhà liên tục, Nakajima thời thơ ấu nhiều lúc có cảm giác bị cô lập. Mặc dù vậy, anh được biết đến là một học sinh thông minh, liên tục đạt được điểm cao.
Nakajima không có quan hệ gần gũi với cha mình, còn mẹ kế thì thường chửi rủa, đánh đập anh. Vào năm 1914, bà qua đời khi hạ sinh một người con gái. Cha anh sau đó cưới người vợ thứ ba vào năm 1924, nhưng người đó cũng bạo hành anh. Nakajima có sức khỏe yếu trong suốt thời thơ ấu; anh được chẩn đoán mắc bệnh hen suyễn vào năm 17 tuổi, và bệnh này kéo dài suốt cuộc đời anh.:38
Dù gia đình có truyền thống Nho giáo và bản thân anh cũng có kiến thức sâu rộng về chủ đề này, anh vẫn quyết định vào trường Đại học Tokyo để học chuyên ngành văn học Nhật Bản. Khóa luận tốt nghiệp của anh, "Nghiên cứu về Duy mỹ phái", bàn về việc nền văn học Nhật Bản hiện đại chịu ảnh hưởng nhiều từ Edgar Allan Poe, Oscar Wilde và Charles Baudelaire, cũng như các tác phẩm của Tanizaki Junichiro, Mori Ōgai, Ueda Bin và Nagai Kafu. Sau khi tốt nghiệp, Nakajima kết hôn với Taka Hashimoto, rồi hạ sinh ba người con: Takeshi, Masako (chỉ sống được ba ngày) và Kaku.

## Sự nghiệp
Sự nghiệp văn học của Nakajima bắt đầu ngay từ thơ ấu của anh. Sau khi tốt nghiệp Trường Trung học Seoul, anh tham gia chương trình văn học của Trường Cao đẳng Đệ nhất Tokyo (第一高等学校), nơi mà anh bắt đầu viết văn học hư cấu. Vào năm 1927, anh bắt đầu xuất bản báo văn học của trường và cho đến năm 1929, Nakajima là thành viên của nhóm biên tập báo. Trong khoảng thời gian này, Nakajima bộc lộ được phong cách viết độc đáo của mình là đặt bối cảnh câu chuyện vào vị trí xa xôi như Trung Quốc hoặc Hàn Quốc; kèm theo các chủ đề về sự nghi ngờ, ý nghĩa cuộc sống, xa cách, số phận và bản chất của sự tồn tại của con người. Một vài tác phẩm sau này của anh cũng bao gồm tính mỉa mai và châm biếm.

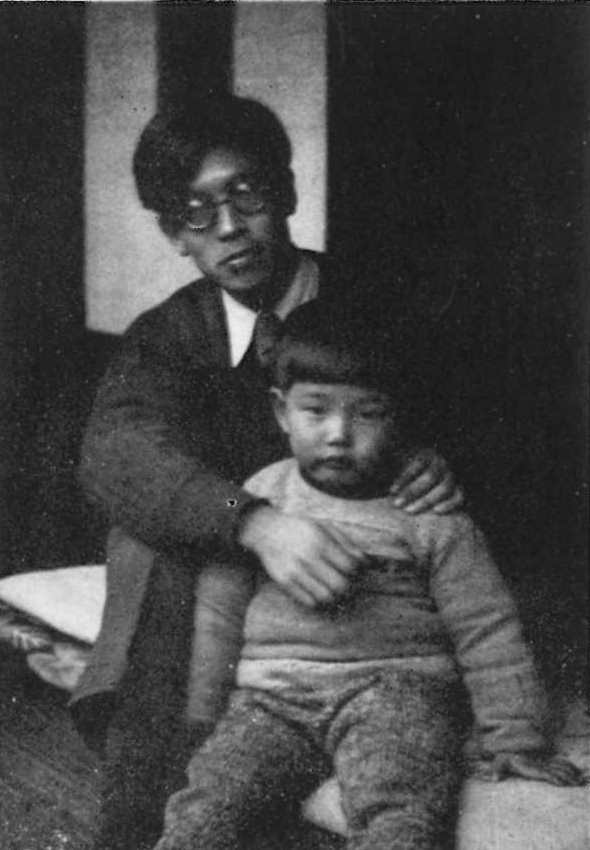
Nakajima cùng con trai trưởng là Takeshi vào năm 1934.

Mặc dù có trình độ cao trong việc viết văn, nhưng Nakajima Atsushi hiếm khi xuất bản tác phẩm của mình lên tạp chí do tiêu chuẩn văn học cao của anh và việc thiếu tự tin khi xuất bản.:38

### Gào trăng trong núi
Một trong những tác phẩm nổi tiếng nhất của Nakajima là Gào trăng trong núi (山月記 (Sơn nguyệt ký) Sangetsuki), hoặc Nhà thơ hổ (人虎伝 (Nhân hổ truyện) Jinko-den). Cốt truyện được lấy cảm hứng từ một câu chuyện khác trong thời Nhà Đường, và được xuất bản lần đầu vào tháng 2 năm 1942 trên tạp chí Bungakukai.
"Gào trăng trong núi" kể về việc Viên Tham gần đây nghe về một con hổ ăn thịt người trong nơi sống của ông. Một ngày, ông gặp con hổ đó và con hổ bắt đầu nói chuyện với ông. Viên Tham nhận ra rằng con hổ đấy là một người tên Lý Trưng, người bạn của mình. Lý Trưng là người tài cao, và mặc dù đủ điều kiện làm quan chức nhưng mong ước của ông là làm nhà thơ. Trong khi đi chuyến công tác, Lý Trưng khẳng định rằng mình trở nên điên loạn và đã biến thành một con hổ. Sau đó, ông cho rằng việc biến hình này là do "long tự tôn phát xuất từ nhát nhúa và e thẹn" trong lòng mình mà ra. Lý Trưng sau đó than vãn rằng vì mình là con hổ nên ông không thể làm một nhà thơ danh tiếng được, rồi Lý Trưng và Viên Tham chia lìa.

## Công việc giảng dạy
Vào năm 1933, anh nhận việc giảng dạy tại Trường Cao đẳng nữ sinh Yokohama. Trong khoảng thời gian tại trường, Nakajima càng được tiếp thu văn học phương Tây nhiều hơn—cụ thể là tác phẩm của Blaise Pascal, Anatole France và Robert Louis Stevenson. Ngoài ra, anh còn dịch nhiều tác phẩm của D. H. Lawrence, Aldous Huxley và Franz Kafka ra tiếng Nhật, và cũng tiếp tục viết truyện hư cấu.

## Micronesia và Palau
Vào năm 1941, anh nghỉ việc giảng dạy tại Yokohama và bắt đầu công việc biên soạn sách giáo khoa tiếng Nhật do chính phủ Nhật Bản tạo ra để được xuất bản tại Palau. Anh cũng tưởng rằng khí hậu ấm hơn ở Palau sẽ chữa bệnh hen suyễn của mình. Quyết định dẫn đến Nakajima viếng thăm châu Đại Dương có thể được ảnh hưởng từ tác phẩm của Robert Louis Stevenson, cụ thể là Bức thư Vailima, một tác phẩm miêu tả cuộc sống của Stevenson ở quần đảo Samoa. Sau khi dành thời gian tại Palau, anh đi đến Micronesia bằng tàu vào ngày 15 tháng 9 năm 1941 để kiểm tra điều kiện của các trường học trong nước. Vào ngày 5 tháng 11 năm 1941, anh đã quay lại Palau. Trong khoảng thời gian sống ở châu Đại Dương, Nakajima đã giữ một nhật kí về trải nghiệm của mình ở đấy, bao gồm những gì mà làm hứng thú anh như văn hóa và phong tục dân bản địa.
Ngoài ra, Nakajima còn thể hiện sự phản đối của mình trước sự bóc lột người dân bản địa của quân đội Nhật Bản, và nói lên nguyện ước của mình là có thể làm được nhiều điều cho người dân ở Palau và Micronesia hơn việc học. Khi sống ở châu Đại Dương, anh viết rằng anh không bị hen suyễn, mà thay vì đó là sự uể oải do khí hậu nhiệt đới. Do thức ăn được cung cấp đến Micronesia bị thiếu, Nakajima mong muốn được nghỉ việc càng sớm càng tốt. Đến cuối năm 1941, Nakajima đã chuyển công tác và trở về Nhật Bản vào tháng 3 năm 1942.:39

## Những năm cuối đời
Vào năm 1942, Nakajima bị chuẩn đoán bệnh viêm phổi sau khi quay lại Nhật Bản từ Palau. Trong khi phải được chăm sóc ở nhà trong 2 tháng, anh đã xuất bản sách "Ánh sáng, gió và giấc mơ"—một tiểu sử hư cấu của Robert Louis Stevenson. Nó được đánh giá cao bởi nhiều nhà phê bình Nhật Bản, và thậm chí lọt vào ứng cử cho Giải thưởng Akutagawa.:42
Vào thời điểm này, anh đã nghỉ công việc của mình tại Ủy trị Nam Dương và dành hết thời gian của mình để viết sách. Tuy nhiên, sức khỏe của Nakajima bị suy giảm trầm trọng do thuốc chữa hen suyễn của mình, dẫn đến việc anh phải nhập viện. Vì cho rằng bệnh của anh chóng khỏi, cha anh không đến thăm anh tại bệnh viện. Sau một đêm chịu đựng cơn hen suyễn, Nakajima Atsushi đã qua đời vào sáng ngày 4 tháng 12 năm 1942.:42

## Trong văn hóa đại chúng
Một nhân vật được lấy cảm hứng từ Nakajima Atsushi được xuất hiện trong series manga Bungo Stray Dogs, nơi mà văn hào tại Nhật Bản và toàn thế giới trở thành thanh thiếu niên và thanh niên. Trong series, Nakajima làm việc cho Cơ quan Thám tử Vũ trang và có năng lực siêu nhiên mang tên "Gào trăng trong núi", giúp anh biến thành con hổ.
Nakajima cũng xuất hiện trong trò chơi Bungo and Alchemist—một trò chơi sưu tập thẻ với các nhân vật lấy cảm hứng từ các nhà văn, nhà thơ khác nhau.

## Tác phẩm nổi tiếng
- Gào trăng trong núi (山月記 (Sơn nguyệt ký) Sangetsuki?) (1942)
- Ánh sáng, gió và giấc mơ (光と風と夢 Hikari to kaze to yume?) (1943)